# Tommaso D’Orsogna
Tommaso William D’Orsogna (Perth, 1990. december 29. –) olimpiai bronzérmes ausztrál úszó.
Leginkább gyorsúszásban indul a versenyeken. A 2009-es úszó-világbajnokságon Rómába bronzérmet nyert a 4 × 200 méteres gyorsúszásban. A 2010-es Nemzetközösségi Játékokon aranyérmet nyert 4 × 100 méteres gyorsúszásban.

## Egyéni rekordjai
- 50 méteres medence
  - 200 m vegyes – 2:00.31 – 2009-es világbajnokság
  - 100 m gyors – 48.41 – 2009-es AIS Meet
  - 200 m gyors – 1:48.10 - 2009-es ausztrál bajnokság
- Rövid pálya (25m)
  - 200 m vegyes – 1:55.92 – 2010-es ausztrál bajnokság
  - 100 m gyors – 46.83 – 2009-es ausztrál bajnokság
  - 200 m gyors – 1:42.26 - 2009-es ausztrál bajnokság